# Heliomaster
Heliomaster es un género de aves apodiformes perteneciente a la familia Trochilidae —los colibríes—, que agrupa a cuatro especies nativas de la América tropical (Neotrópico), cuyas área de distribución se encuentran entre el extremo suroeste de los Estados Unidos, por América Central y del Sur hasta el centro de Argentina. Son conocidas popularmente como colibríes.

## Características
Los colibríes de este género miden alrededor de 10 cm de longitud. De picos muy largos, casi el doble de la cabeza, apenas curvos y negros. Presentan fuerte dimorfismo sexual, los machos ostentan un babero rojo-purpúreo resplandeciente que, mediante largas plumas, se extiende a los costados del cuello como abanicos malares que forman «barbijos». Las hembras no presentan el babero y tienen las partes inferiores blanquecino sucio.

## Taxonomía
El género Heliomaster fue propuesto por el zoólogo francés Charles Lucien Bonaparte en 1850, la especie tipo subsecuentemente designada fue Ornismya angelae Lesson, 1835, en realidad un sinónimo posterior de Trochilus furcifer, actual Heliomaster furcifer.

### Etimología
El nombre genérico masculino «Heliomaster» se compone de las palabras del griego «hēlios» que significa ‘sol’, y «mastēr» que significa ‘buscador’..

## Lista de especies
Según las clasificaciones del Congreso Ornitológico Internacional (IOC) y Clements Checklist/eBird, el género agrupa a las siguientes especies con el respectivo nombre popular de acuerdo con la Sociedad Española de Ornitología (SEO):
| Imagen | Nombre científico        | Autor                       | Nombre común       | Estado de conservación | Distribución |
| ------ | ------------------------ | --------------------------- | ------------------ | ---------------------- | ------------ |
|        | Heliomaster longirostris | (Audebert & Vieillot), 1801 | colibrí piquilargo | LC                     |              |
|        | Heliomaster constantii   | (Delattre), 1843            | colibrí pochotero  | LC                     |              |
|        | Heliomaster squamosus    | (Temminck), 1823            | colibrí escamoso   | LC                     |              |
|        | Heliomaster furcifer     | (Shaw), 1812                | colibrí de barbijo | LC                     |              |